# Tamemoto Kuroki
Tamemoto Kuroki (jap. 黒木 為楨 Kuroki Tamemoto; ur. 3 maja 1844 w domenie Satsuma, zm. 3 lutego 1923 w Tokio) – generał Cesarskiej Armii Japońskiej.

## Zarys biografii
Urodził się rodzinie samurajów zamieszkałej w domenie Satsuma (obecnie prefektura Kagoshima). Podczas wojny boshin walczył po stronie sił cesarskich. Podczas buntu klanów Satsuma i Chōshū był dowódcą pułku. W czasie wojny chińsko-japońskiej (1894–1895) dowodził 6. Dywizją. Wyróżnił się podczas zajmowania Weihaiwei. W 1903 został mianowany członkiem Cesarskiej Rady Wojskowej i dowódcą 1. Armii. Podczas wojny rosyjsko-japońskiej (1904–1905) był dowódcą 1 Armii. Wysadził 9 lutego 1904 swoje wojska w Czemulpo, w następstwie czego zajął Koreę. Dowodził 1. Armią w bitwach pod Liaoyang, Sha He i Mukdenem.
W 1909 przeszedł w stan spoczynku, otrzymując tytuł hrabiego. Zmarł w 1923.